# جامع الحاج أمين (الشيخ طه)
جامع الحاج أمين أو مسجد (الشيخ طه)، من مساجد العراق القديمة التراثية ويقع في جانب الكرخ من مدينة بغداد في محلة التكارتة (سوق حمادة)، وقرب نهر دجلة، ولقد شيد وبني من قبل السيدة (ثريا بنت معروف) في عام 1316هـ/1899م، وجدد بناؤه عام 1413هـ/ 1993م، من قبل ديوان الوقف السني في العراق، ويحتوي الجامع على مصلى شتوي وساحة طارمة كبيرة ويتسع لأكثر من 300 مصل، وتبلغ مساحة الجامع 1000م2.
وتقام في الجامع حالياً صلاة الجمعة وصلاة العيدين والصلوات الخمس المكتوبة.